# Fabian Götze
Fabian Götze (Ronsberg, 1990. június 3. –) német korosztályos válogatott labdarúgó.

## Család
Öccse a Borussia Dortmund világbajnok középpályása, Mario Götze és Felix Götze.